# Neptunella longirostris
Neptunella longirostris är en svampart som först beskrevs av Cribb & J.W. Cribb, och fick sitt nu gällande namn av K.L. Pang & E.B.G. Jones 2003. Neptunella longirostris ingår i släktet Neptunella och familjen Halosphaeriaceae.   Inga underarter finns listade i Catalogue of Life.